# Neuquenraptor
Genre
Espèce
Neuquenraptor est un genre éteint de dinosaures à plumes, des théropodes du Crétacé supérieur d'Argentine, l'un des premiers droméosauridés trouvés dans l'hémisphère sud et l'un des plus basaux.
Le genre Neuquenraptor est généralement considéré comme un synonyme plus récent d'Unenlagia,, ce qui induirait qu'il soit considéré comme un Unenlagia.